# Union des transports ferroviaires et routiers
Die Société pour l'union des transports ferroviaires et routiers, kurz UFR, war ein französisches Transportunternehmen mit Sitz in Paris, das im kombinierten Verkehr Schiene-Straße tätig war und dafür ein System von spezialisierten Sattelanhängern und Tragwagen entwickelte.

## Geschichte
René Porte, ein französischer Ingenieur und Industrieller, meldete im Dezember 1932 ein Patent für den einfachen Transport von Straßenanhängern auf Eisenbahnwagen an, ohne dass am Umschlagplatz ein Kran benötigt wurde. Im Jahr 1933 wurden drei Flachwagen mit den für das UFR-System erforderlichen Führungsschienen ausgerüstet, so dass im Juni 1934 in Batignolles die Be- und Entladung vorgeführt werden konnte. Im gleichen Jahr wurde die Société pour l'union des transports ferroviaires et routier (UFR) mit Sitz in Paris gegründet. Vorstandsvorsitzender war René Porte. Die Aktionäre waren:
- Compagnie française de matériel de chemin de fer (CFMCF), ein Hersteller von Eisenbahn- und Straßenbahnwagen in Ivry-sur-Seine
- Société anonyme des transports automobiles industriels et commerciaux (STA), ein Straßentransportunternehmen
- Société Industrielle de Transports Automobiles (SITA), ein Straßentransportunternehmen
- Larousse et Cie
- Neuflize et Cie, Privatbank

Das Unternehmen mietete insgesamt 40 Flachwagen von den Chemins de fer de l’État (État) und den Chemins de fer de l’Est (Est) an und ließ sie zu UFR-Tragwagen umbauen. Für die Verladung der Anhänger wurden fünf Rampenwagen gebaut. UFR ließ auf eigene Rechnung 75 Sattelanhänger bauen, die an Straßentransportunternehmen vermietet wurden. Es handelte sich um 25 Tankauflieger mit einer Nutzlast von 3,5 t und 50 Sattelanhänger mit Holzkasten für eine Nutzlast von 6 t, einige davon mit Haken für den Fleischtransport.
Am 1. Mai 1935 wurde der regelmäßige Transport von UFR-Anhängern zwischen Paris-Bercy und Lyon-Guillotière aufgenommen. Die Nachfrage war so groß, dass bereits Mitte des ersten Betriebsmonats das Angebot von einer Abfahrt alle zwei Tage auf tägliche Abfahrten unter der Woche erhöht werden musste. Im September desselben Jahres wurde das Angebot auf die Strecken Paris–Lille, Paris–Bordeaux und Paris–Strasbourg ausgeweitet, 1936 kam Paris–Marseille hinzu.
Ende der 1930er Jahre kaufte die SNCF die Patente des UFR-Systems, die Tragwagen und die Rampenwagen von der UFR. Die Sattelanhänger blieben im Besitz der UFR. 1940 bestellte die SNCF selbst 250 Sattelauflieger mit Stahlaufbauten, davon 170 Kofferauflieger, 36 Kofferauflieger mit Planendach und 44 Tankauflieger mit einem Fassungsvermögen von 6200 Litern. Die Sattelauflieger wurden zwischen 1943 und 1946 geliefert. Ab Juli 1941 unterzeichneten die Transportunternehmen, die die UFR-Technik nutzen wollten Verträge mit der SNCF. Sie konnten die Auflieger im Mietkaufverfahren erwerben und verpflichteten sich im Gegenzug eine halbjährliche Mindesttonnage pro UFR-Sattelauflieger von der SNCF befördern zu lassen. Andere Unternehmen verpflichteten sich, auf bestimmten Strecken auf den Straßentransport zu verzichten und stattdessen die UFR-Technik zu nutzen.
Gegen Ende des Zweiten Weltkrieges reichten die alten Tragwagen, die nur über eine Güterzugbremse verfügten, nicht mehr aus. Im Dezember 1945 genehmigte der Verwaltungsrat die Anschaffung von 175 neuen Wagen, die mit einer Bremsartumstellvorrichtung für Personen- und Güterzugbremse sowie mit Rückhalteventilen ausgerüstet sind. Da die Industrie diese Wagen nicht liefern konnte, wurden Flachwagen der ehemaligen Paris-Lyon-Mediterranée (PLM) und der Chemin de Fer du Midi (Midi) umgebaut. Weitere Tragwagen und Sattelanhänger wurden bestellt, so dass 1948 eine Flotte von 653 Anhängern zur Verfügung stand, die von 382 Tragwagen transportiert werden konnten. Etwa ein Viertel der Anhänger waren Tankwagen. Obwohl die Nutzlast der UFR-Sattelanhänger auf 17 t begrenzt war, erlebte das System nach dem Zweiten Weltkrieg ein stetiges Wachstum, das erst 1968 zum Stillstand kam. In diesem Jahr waren 2640 UFR-Sattelanhänger in Betrieb, die von 185 Bahnhöfen aus versandt werden konnten. Danach ging die Zahl zurück, da die Taschenwagen die Verladung von größeren und schwereren Anhängern ermöglichten, die eine vollständig ebene Ladefläche hatten. 1983 transportierte die SNCF den letzten UFR-Sattelanhänger.

## UFR-System

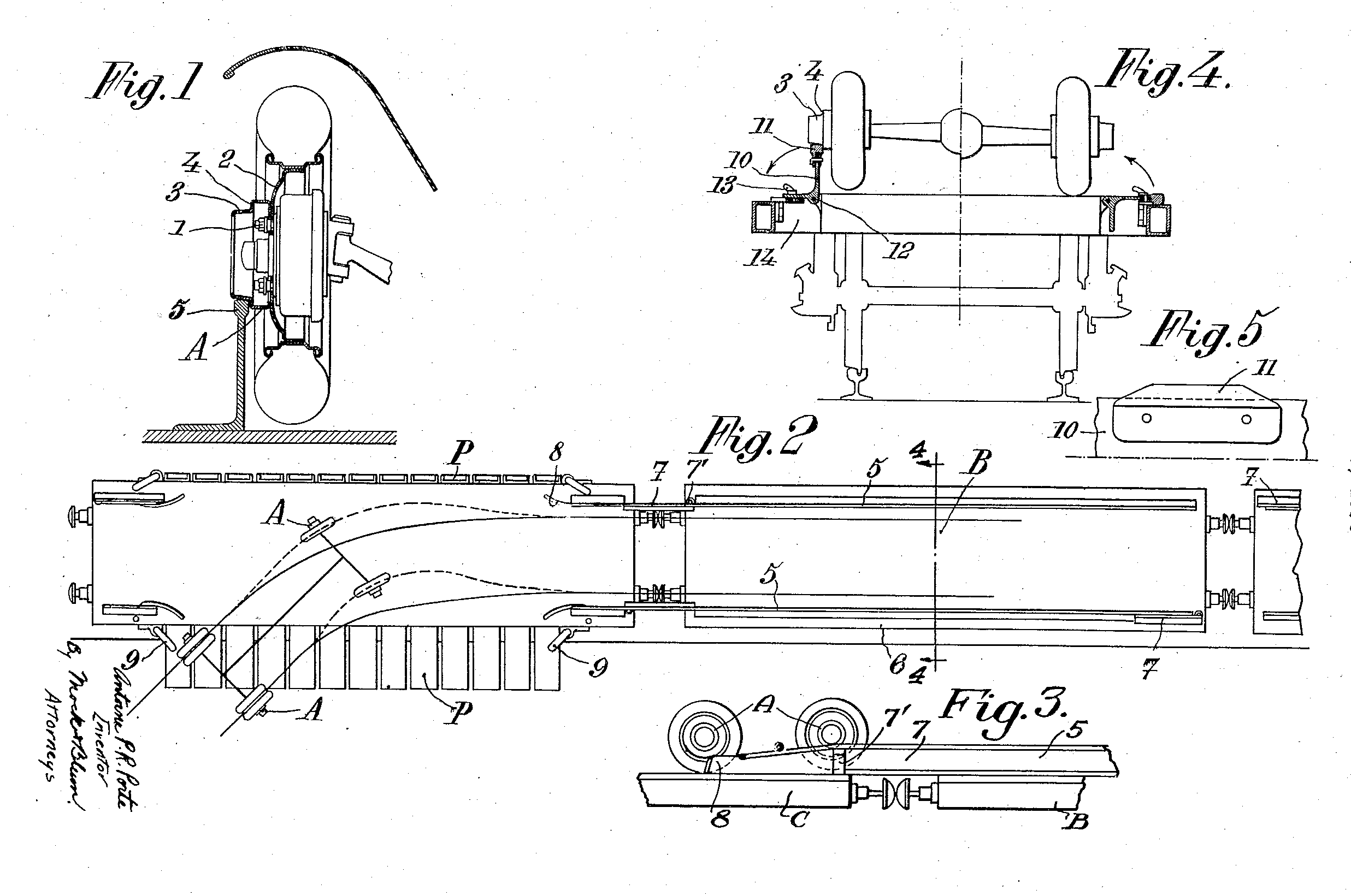
Patentzeichnung des UFR-Systems. Fig. 1 zeigt das Rad auf der Führungsschiene des Wagens.

Das UFR-System ermöglichte die Verladung von Sattelanhängern über Stirnrampen oder seitliche Laderampen in Güterbahnhöfen. Auf den Tragwagen waren Schienen montiert, die den Sattelanhänger während der Bahnfahrt trugen und der seitlichen Ladungssicherung dienten. Während des Be- und Entladevorgangs wurde der Sattelauflieger durch die Schienen seitlich geführt, so dass keine exakten Lenkmanöver der Zugmaschine erforderlich waren. Die Sattelauflieger hatten an den Felgen der Straßenräder und an den Stützbeinen Führungsräder mit Spurkranz, die auf den Schienen des Tragwagens liefen, wobei die Straßenräder während des Transports nicht auf dem Tragwagen auflagen und somit die Reifen während des Bahntransportes entlastet wurden. Um das Lichtraumprofil der Bahn optimal auszunutzen, waren die Sattelanhänger mit einem Tonnendach versehen. Die Ladefläche war zwischen den Rädern abgesenkt um ein möglichst großes Volumen zu erreichen, das bei den kurzen Aufliegern 25 m³ betrug. Die Auflieger hatten
Für die Verladung waren Rampenwagen für Seiten- oder Stirnrampen erforderlich. Auf ihnen waren zusammenlaufende Tragschienen montiert, die beim Rückwärtsfahren den Sattelzug anhoben und auf den Tragschienen der Flachwagen zentrierten. Zwischen den Tragwagen waren klappbare Schienenstücke angeordnet, die beim Be- und Entladen eine lückenlose Führung der Sattelanhänger über die Wagenübergänge ermöglichten und während der Zugfahrt zurückgeklappt wurden. An den Tragwagen befanden sich auf einer separaten Führungsschiene verschiebbare Vorlegekeile angeordnet, die während des Bahntransportes zur Ladungssicherung in Längsrichtung an die Führungsräder des Sattelanhängers angelegt wurden.

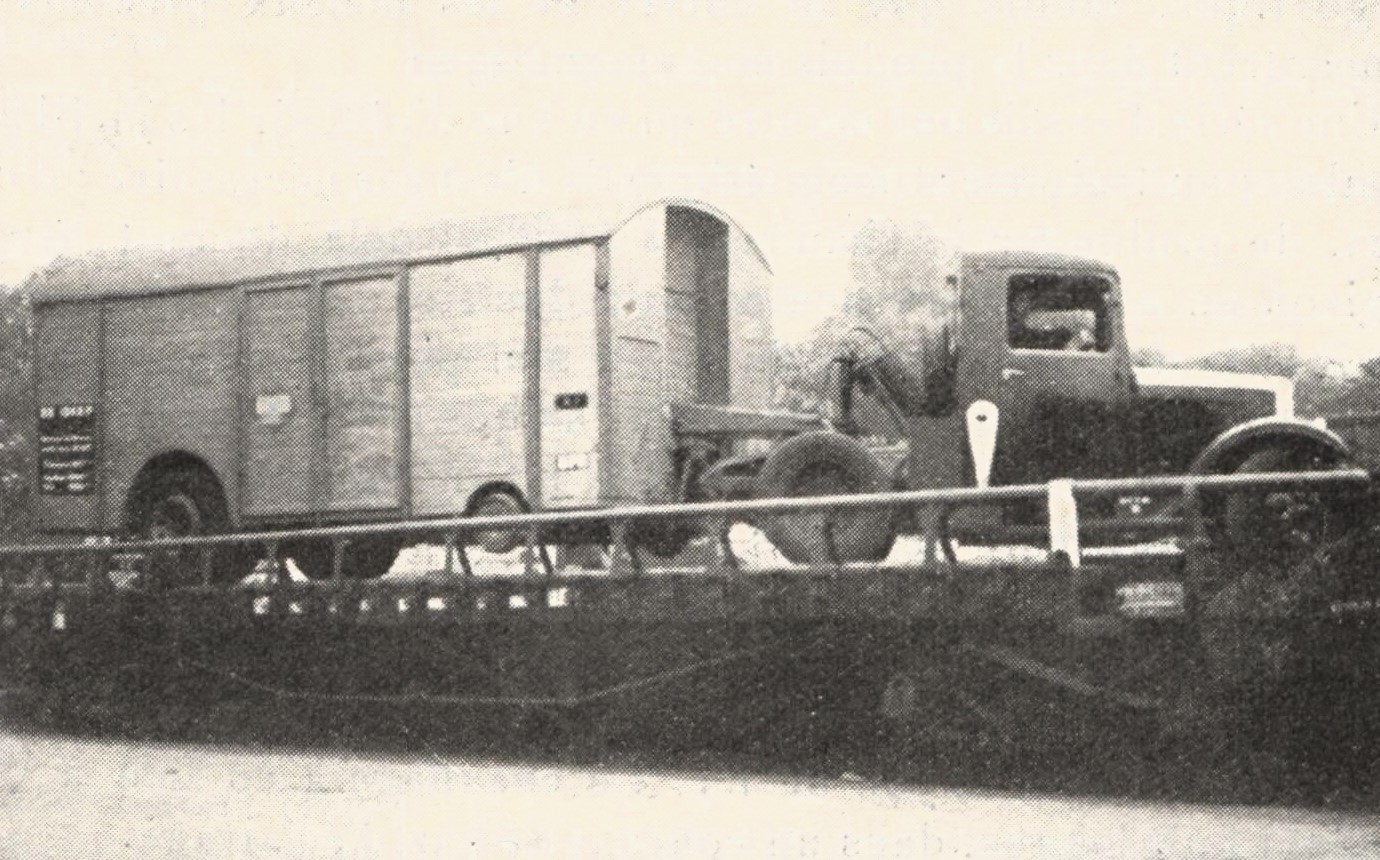
Zugmaschine mit UFR-Anhänger auf dem Rampenwagen
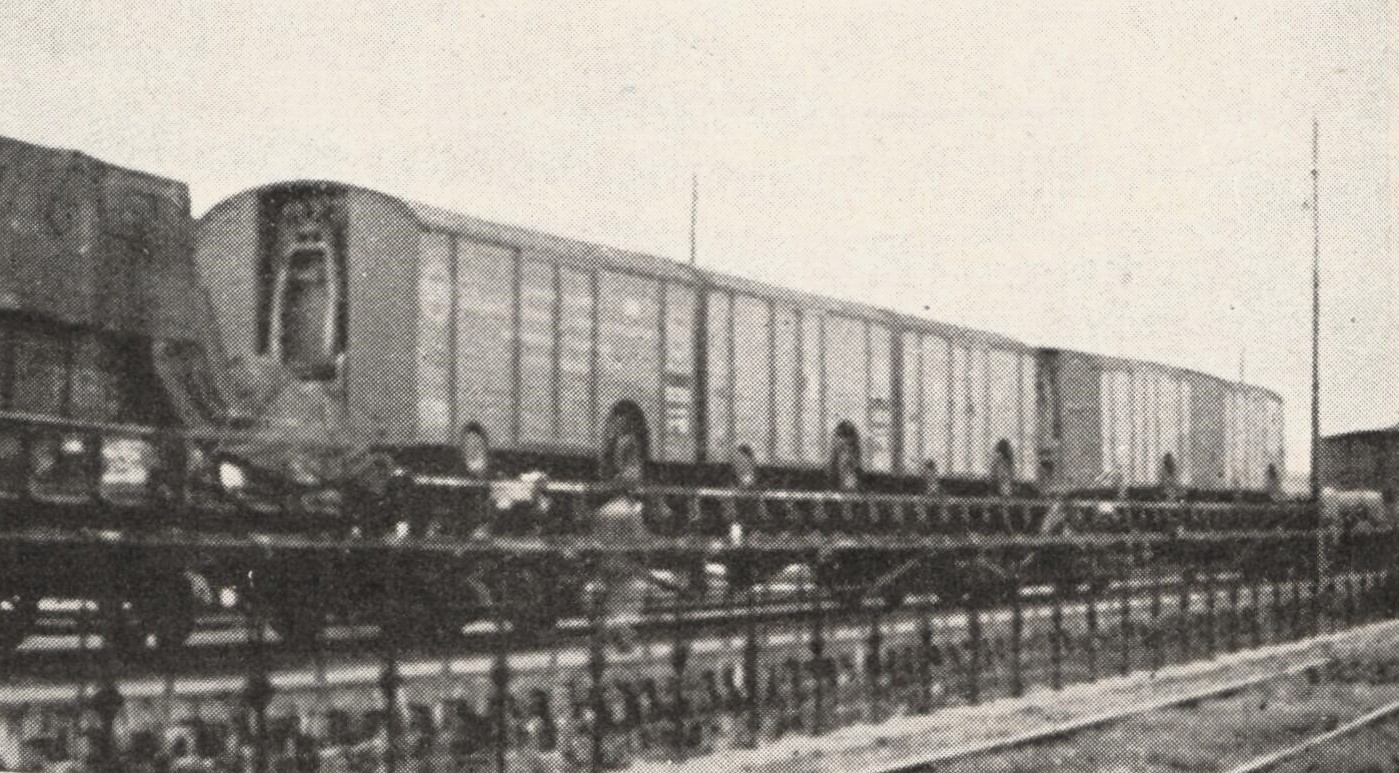
Verladene UFR-Anhänger mit Holzkasten
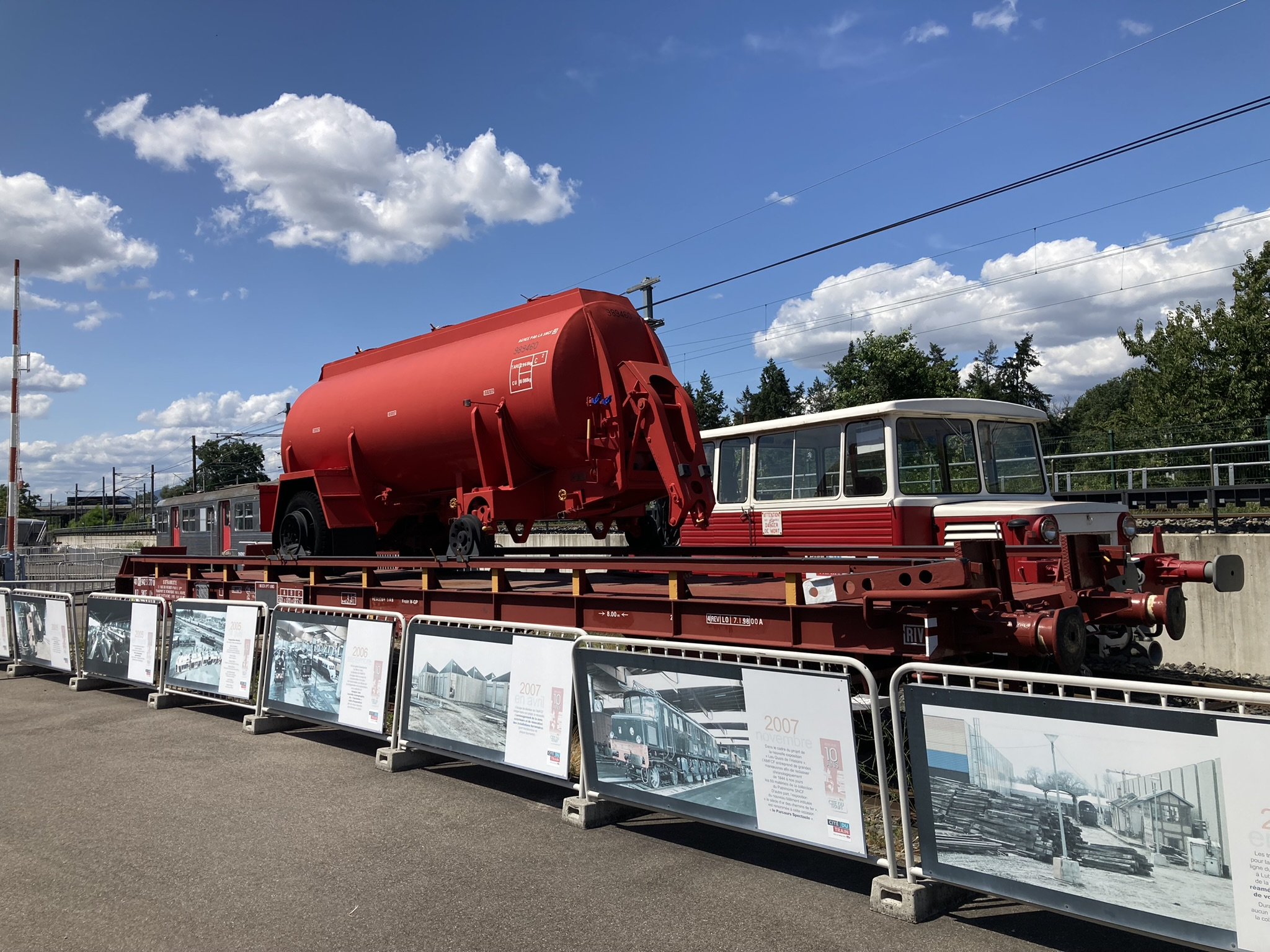
UFR-Tragwagen mit Zisternenauflieger in der Cité du train in Mulhouse

## Erhaltene Fahrzeuge
Trotz der weiten Verbreitung in Frankreich sind nur wenige Fahrzeuge erhalten geblieben:
- ein Tragwagen mit einem Tankanhänger in der Cité du train in Mulhouse
- ein meterspuriger Tragwagen mit einem Kofferauflieger bei der Museumsbahn Chemin de Fer du Vivarais
- ein Kofferauflieger, der vom Künstler Salvador Dalí gestaltet wurde[5]